# جمال ساسي
جمال ساسي ممثل ومخرج تونسي، شارك في العديد من الأفلام التونسية.

## أعماله
شارك الممثل جمال ساسي في عديد الأعمال المسرحية والتلفزيونية و السنمائية
من أشهر أدواره في الدراما الرمضانية دور «حفة» في مسلسل الخطاب عالباب 1996 و 1997 كما شارك في أعمال أخرى مثل عنبر الليل للحبيب الملسماني 1999 و ظفائر 2002 و قمرة سيدي محروس 2004

## فيلموغرافيا

### السينما

#### الأفلام الطويلة
- 1990 : عصفور سطح لفريد بوغدير بدور المنصف.
- 1992 : بزناس لالنوري بوزيد بدور فلاش.
- 1992 : الزازوات لمحمد علي عقبي.
- 1993 : حرب الخليج، ماذا بعد؟ لالمنصف ذويب.
- 1996 : عسل ورماد لنادية فارس آنليكر بدور إدريس.
- 1996 : صيفية في حلق الواد لفريد بوغدير بدور توفيق.
- 1997 : الرديف 54 لعلي العبيدي.
- 2002 : خرمة لالجيلاني السعدي بدور سامي.
- 2004 : كلمة رجال لمعز كمون.
- 2006 : التلفزة جاية للمنصف ذويب.
- 2008 : سفرة جميلة جدا لخالد غربال.
- 2009 : تشينيتشيتا لإبراهيم اللطيف.
- 2012 : ما يدينه الصباح لليل لألكسندر آركادي.
- 2014 : ربيع تونس لرجاء العماري.
- 2015 : حرة لمعز كمون بدور حمادي.
- 2016 : زيزو لفريد بوغدير بدور سينديكاتو.
- 2019 : نورة تحلم لهند بوجمعة بدور حمادي، رجل الأمن الفاسد.
- 2019 : أريكة في تونس لمنال العبيدي بدور الإمام فارس.

#### الأفلام القصيرة
- 1990 : بيت القصيد لحميدة بن عمار.
- 1992 : تربة للمنصف ذويب.
- 2006 : حوارات لمحمد قيس الزايد.
- 2010 : صابون نظيف لمالك عمارة.
- 2011 : علاش أنا؟ لأمين شيبوب بدور الموظف.
- 2012 : بوبي لمهدي البرصاوي.
- 2015 : الدار الأرجوانية لسليم قريبع بدور عبد الله.
- 2017 : ضيف لحكيم مستور.

### التلفاز

#### المسلسلات
- 1993 : وردة لحمادي عرافة.
- 1997-1996 : الخطاب على الباب لصلاح الدين الصيد وعلي اللواتي والمنصف البلدي بدور رضا التيفافي شهر حفة.
- 1999 : عنبر الليل لالحبيب المسلماني وأحمد رجب ورضا القحام بدور عزوز.
- 2001 : ضفاير للحبيب المسلماني ومديح بالعيد.
- 2002 : قمرة سيدي المحروس لصلاح الدين الصيد وعلي اللواتي بدور عبد المجيد المحروس.
- 2004 : جاري يا حمودة لعفيف اللقاني وعبد الجبار البحوري بدور عبد الستار.
- 2005 : هلولة وسلومة لإبراهيم اللطيف وفارس نعناع.
- 2005 : شعبان في رمضان لسلمى بكار ولسعد الوسلاتي وجلال الدين السعدي.
- 2006 : نواصي وعتب لعبد القادر الجربي وعلالة نواصرية.
- 2006 : شوفلي حل (ضيف شرف الحلقة 18 من الموسم 3) لصلاح الدين الصيد بدور فتحي.
- 2010 : كاستينغ لسامي الفهري وسوسن الجمني ورفيقة بوجدي (ضيف شرف).
- 2010 : قراج الكريك لرانيا مليكة والطاهر الفازع.
- 2010 : دنيا لنعيم بن رحومة ونجيب مناصرية.
- 2011 : الأستاذة ملاك لفرج سلامة وعلي اللواتي بدور بن مرعي.
- 2012 : الجزيرة (مسلسل إيطالي) لآلبرتو نيجرين.
- 2013 : نجوم الليل (الموسم 4) لمهدي نصرة وسوسن الجمني.
- 2014 : مكتوب (الموسم 4) لسامي الفهري.
- 2014 : عايلة تونسية لسلمان الشاوش وجلال الدين السعدي.
- 2015 : سكول (الموسم 2) لكريم بن رحومة وحمدي بن أحمد ومالك بالحاج وجهاد الشارني بدور كابتن جاك.
- 2015 : الريسك لنصر الدين السهيلي وسلمى هبي ومحمد علي دمق.
- 2017 : الدوامة لنعيم بن رحومة ومحمد علي ميهوب وعبد المنعم حواص بدور الأستاذ المحامي سمير بن خليفة.
- 2018 : نسيبتي العزيزة (ضيف شرف الحلقات 14 و15 و17 و19 من الموسم 8) لصلاح الدين الصيد ويونس الفارحي بدور الرسام التشكيلي منور بولعجة.

#### الأفلام التلفزية
- 1998 : كنز دمشق (فيلم إيطالي) لخوسي ماريا سانشيس.
- 2004 : تين الجبل لعلي منصور.
- 2007 : قوي لعلي منصور.

### الأعمال المسرحية

#### الأعمال الكوميدية
- 1986 : عش النسر لعبد الحكيم العليمي والإخراج المسرحي للمنجي بن إبراهيم.
- 1988 : عيشو شكسبير لمحمد إدريس.
- 1989 : وناس القلوب لمحمد إدريس.
- 1990 : جنة فوق الأرض، نص تينيسي وليامز والإخراج المسرحي لراشد المناعي.
- 1991 : كوميديا لفاضل الجعايبي.
- 1991 : حفل زفاف لمحمد إدريس ولسعد بن عبد الله.
- 1993 : دوم خوان لموليير والإخراج المسرحي لمحمد إدريس.
- 1994 : الملك أوبو، نص ألفريد جراي والإخراج المسرحي لمحمد إدريس.
- 1995 :
  - نهاية اللعبة لساموال بيكيت والإخراج المسرحي لعبد الحميد قياس.
  - زينب، نص عروسية ملوتي والإخراج المسرحي للطفي عاشور.
- 1996 : فرسان الكلمات، نص عبد الحميد قياس والإخراج المسرحي لمحمد إدريس.
- 1998 : الرصيف الغربي لبرنار ماري كولت والإخراج المسرحي لرضا دريرة.
- 1999 : دون كريستوبال لفريديريك قارسيا لوركا والإخراج المسرحي لبشير الدريسي.
- 2000 : غني يا بلبل، نص محسن بن نفيسة والإخراج المسرحي لبشير الدريسي.
- 2001 : الزيادة لجورج بيريك والإخراج المسرحي لعبد العزيز المحرزي.
- 2003 : مراد الثالث، نص الحبيب بولعراس والإخراج المسرحي لمحمد إدريس.
- 2005 : الماريشال، نص نور الدين القصباوي والإخراج المسرحي لعبد العزيز المحرزي.
- 2007 : نجمة النهار لمحمد إدريس، مقتبسة عن مسرحية أوثيلو لويليام شكسبير.
- 2008 : المريض الوهمي لموليير والإخراج المسرحي لمحمد إدريس.
- 2014 : المحاكمة ، نص سهام عقيل والإخراج المسرحي لجمال المداني.
- 2015 : ظلموني حبايبي لعبد العزيز المحرزي.
- 2016 : إنتيليجينسيا، نص نزار العايدي.
- 2019 : وهم، نص نزار العايدي.

#### الإخراج المسرحي
- 2004 : ريحة الريحة، قام بكتابتها وإخراجها مسرحيا جمال ساسي.
- 2005 : خطوبات، نص عبد الكريم العليمي والإخراج المسرحي لجمال ساسي.
- 2008 : المريض الوهمي لموليير، قام بإخراجها مسرحيا محمد إدريس.
- 2009 : أصحاب، نص لسعد بن حسين والإخراج المسرحي لجمال ساسي.
- 2011 : قمرة 14، نص فاتن الخميري والإخراج المسرحي لجمال ساسي.
- 2013 : في إنتظار غودو لصمويل بيكيت والإخراج المسرحي لجمال ساسي.
- 2015 : بورقة، مقتبسة عن مسرحية لا مخرج لجون بول سارتر والإخراج المسرحي لجمال ساسي.
- 2017 : الساحرة، نص حافظ محفوظ والإخراج المسرحي لجمال ساسي.
- 2019 : الخادمات لجون جينيه والإخراج المسرحي لجمال ساسي.
- 2023 الدرس نص يوجين يونسكو الاخراج المسرحي جمال
- ساسي

## روابط خارجية
- جمال ساسي على موقع IMDb (الإنجليزية)
- جمال ساسي على موقع قاعدة بيانات الأفلام العربية
- جمال ساسي على موقع ألو سيني (الفرنسية)
- جمال ساسي على موقع أول موفي (الإنجليزية)
- جمال ساسي على موقع قاعدة بيانات الأفلام السويدية (السويدية)
- جمال ساسي على موقع كينوبويسك (الروسية)